# William G. Everson
William Graham Everson (Wooster, 1º luglio 1879 – Portland, 13 settembre 1954) è stato un generale statunitense.

## Biografia
William Graham Everson nacque a Wooster, Ohio, il 1º luglio 1879. Cresciuto in Indiana, si arruolò nell'esercito per la guerra ispano-americana e venne presto promosso primo sergente.
Ricevette la sua ordinazione come ministro battista nel 1901 e fu pastore delle chiese di Boston, Indianapolis, Louisville, Cincinnati e Muncie. Divenne anche un noto oratore pubblico come docente sul movimento Chautauqua. Nel 1903 si laureò al Franklin College e nel 1905 fu incaricato nella Guardia Nazionale dell'Indiana. Nel 1908 si laureò al Newton Theological Seminary. Fu promosso capitano nel 3º fanteria dell'Indiana nel 1909, maggiore nel 1914 e tenente colonnello nel 1918.
Everson partecipò alla prima guerra mondiale nelle American Expeditionary Forces e fu inviato a combattere sul fronte italiano come ufficiale nel 332nd Infantry Regiment, un'unità della 83rd Infantry Division. Il 332º fanteria fu l'unico reggimento statunitense mandato a sostegno del Regno d'Italia. Si trattò delle uniche truppe statunitensi a servire a est del Mar Adriatico, portando avanti operazioni in Austria, Dalmazia, Serbia e Montenegro. Le onorificenze ricevute da Everson per il servizio nella prima guerra mondiale includono la Croce al merito di guerra, San Giorgio d'Italia, la medaglia d'argento al valor militare, il Distintivo per le fatiche di guerra (per i soldati che prestavano servizio nella zona di guerra per un anno o più), la Croce commemorativa della 3ª Armata (o Medaglia del Duca d'Aosta, per i soldati che prestavano servizio nella 3ª Armata italiana) e la Medaglia commemorativa della spedizione di Fiume (per la difesa dello Stato libero di Fiume).

Everson a Washington per assumere il comando dell'Ufficio della Milizia

Nel 1922 fu promosso generale di brigata come comandante della 76ª brigata di fanteria. Everson servì successivamente come aiutante generale in Indiana. Si laureò presso lo United States Army War College nel 1923 e lo United States Army Command and General Staff College nel 1928. Nel 1929 Everson fu promosso maggiore generale e nominato capo dell'Ufficio della Milizia. Servì in questa posizione fino al 1931 quando si dimise, accentando un posto nella prima chiesa battista a Denver. Nel 1931 ricevette un dottorato onorario di laurea in divinità dal Franklin College. Dal 1939 al 1943 fu preside del Linfield College. Everson continuò a prestare servizio militare obbligatorio fino al raggiungimento dell'età pensionabile obbligatoria nel 1945.
In pensione Everson risiedette a Portland in Oregon dove morì il 13 settembre 1954. È sepolto nella Riverview Abbey di Portland.